# Karabin maszynowy obserwatora wz.37
La Karabin maszynowy obserwatora wz.37 (Ametralladora de observador Modelo 1937, en polaco) fue una versión del Browning wz. 1928. Fue una ametralladora montada sobre afuste flexible, empleada a bordo de algunos aviones polacos al inicio de la Segunda Guerra Mundial.   

## Historia
A mediados de la década de 1930, se encargó al diseñador de armas polaco Wawrzyniec Lewandowski el desarrollo de una ametralladora aérea para ser instalada sobre un afuste flexible basada en el fusil automático Browning wz. 1928 . Entre los cambios efectuados a la nueva arma figuraban el aumento de la cadencia de fuego a 1.100 disparos/minuto, la eliminación de la culata, una agarradera tipo "mango de pala" en la parte posterior del cajón de mecanismos, la reubicación del muelle recuperador bajo el cañón y la más importante, un nuevo sistema de alimentación. Debido a la gran cadencia de fuego, era imposible emplear el cargador estándar de 20 cartuchos. La solución fue desarrollar un mecanismo de alimentación que fue integrado al cajón de mecanismos estándar. Este tenía una palanca accionada mediante resorte, que al ser presionada por el cerrojo durante su cierre tomaría un cartucho de un tambor con 91 cartuchos situado sobre el cajón de mecanismos y la introduciría en la recámara al abrirse el cerrojo.
Esta ametralladora es la única ametralladora aérea sobre afuste flexible basada en el M1918.
La wz.37 fue apodada "Szczeniak" (cachorro, en polaco) debido a su ligereza y tamaño reducido en comparación con las ametralladoras Vickers E y Vickers F empleadas anteriormente. La wz.37 fue principalmente empleada a bordo de los bombarderos medios PZL.37 Łoś.

## Usuarios
- Polonia
- Alemania nazi
- Rumania
- Unión Soviética